# Hôtel de Craon (La Rochelle)
L'hôtel de Craon, bâti au XVIIIe siècle et XIXe siècle, est situé 19, 21 rue Chaudrier et 2 place Verdun à La Rochelle, en France. L'immeuble a été inscrit au titre des monuments historiques en 1928.

## Historique
En 1863, l'hôtel est acquis par Jolly, entrepreneur de travaux publics, qui fait possiblement ajouter le décor de la travée centrale, avec les médaillons de Dupaty et Réaumur. L'hôtel abrite jusqu'en 1872 le cercle Dupaty qui s'occupe des sciences et des arts). 
En 1878, la princesse de Beauvau-Craon acquiert l'hôtel.
L'immeuble a accueilli l'hôtel de police de La Rochelle de 1954 à 2017,.
Le bâtiment est inscrit au titre des monuments historiques par arrêté du 14 juin 1928.